# Mesochorus zwettleus
Mesochorus zwettleus är en stekelart som beskrevs av Schwenke 1999. Mesochorus zwettleus ingår i släktet Mesochorus och familjen brokparasitsteklar. Inga underarter finns listade i Catalogue of Life.